# جورج ويليس كوكي
جورج ويليس كوكي (بالإنجليزية: George Willis Cooke)‏ هو مؤرخ المسيحية أمريكي، ولد في 23 أبريل 1848 في بلدة كومستوك في الولايات المتحدة، وتوفي في 30 أبريل 1923 في رفير في الولايات المتحدة.